# Cantó de Barlin
El cantó de Barlin és un cantó francès del departament del Pas de Calais, situat al districte de Béthune. Té 8 municipis i el cap és Barlin.

## Municipis
- Barlin
- Drouvin-le-Marais
- Gosnay
- Haillicourt
- Hesdigneul-lès-Béthune
- Houchin
- Ruitz
- Vaudricourt

## Història
| Data d'elecció                           | Identitat      | Partit | Qualitat |
| ---------------------------------------- | -------------- | ------ | -------- |
| 1985-2002                                | Joseph Brabant | PS     |          |
| 2002-                                    | Michel Dagbert | PS     |          |
| les dades anteriors no són pas conegudes |                |        |          |
|                                          |                |        |          |

## Demografia
| A partir de 1990: Població sense dobles comptes |